# 루마니아의 행정 구역

루마니아의 8개 발전 지역

루마니아의 행정 구역은 크게 8개 발전 지역으로 나뉘지만 공식적인 행정 구역 단위는 아니며 이들 8개 지역은 41개 주와 1개 시(부쿠레슈티, 루마니아의 수도)로 나뉜다. 41개 주는 다시 103개 시와 211개 마을, 2,827개 지방자치체로 나뉜다.
- 부쿠레슈티일포브 지역 (Bucureşti şi Ilfov)
  - 면적: 1,811km2, 지역 중심지: 부쿠레슈티
- 중부 지역 (Centru)
  - 면적: 34,100km2, 지역 중심지: 브라쇼브
- 북동부 지역 (Nord Est)
  - 면적: 36,850km2, 지역 중심지: 이아시
- 북서부 지역 (Nord Vest)
  - 면적: 34,159km2, 지역 중심지: 클루지나포카
- 남부 지역 (Sud)
  - 면적: 34,491km2, 지역 중심지: 컬러라시
- 남동부 지역 (Sud Est)
  - 면적: 35,762km2, 지역 중심지: 콘스탄차
- 남서부 지역 (Sud Vest)
  - 면적: 29,212km2, 지역 중심지: 크라이오바
- 서부 지역 (Vest)
  - 면적: 32,028km2, 지역 중심지: 티미쇼아라